# Mi lucha (novela de Knausgård)
Mi lucha (en noruego: Min Kamp) es una serie autobiográfica de seis novelas escritas a finales de la década de 2000 por Karl Ove Knausgård. Los libros describen la vida privada y los pensamientos del propio autor, y generó una conmoción mediática debido a que por su éxito, los medios salieron en busca de sus familiares que aparecen en la trama del libro, promoviendo una controversia sobre los límites éticos de escribir con autenticidad sobre la propia vida, cuando esto implica exponer los secretos y miserias de quienes rodean al autor. La serie vendió más de medio millón de ejemplares en Noruega y fue traducida a veintidós idiomas.

## Descripción

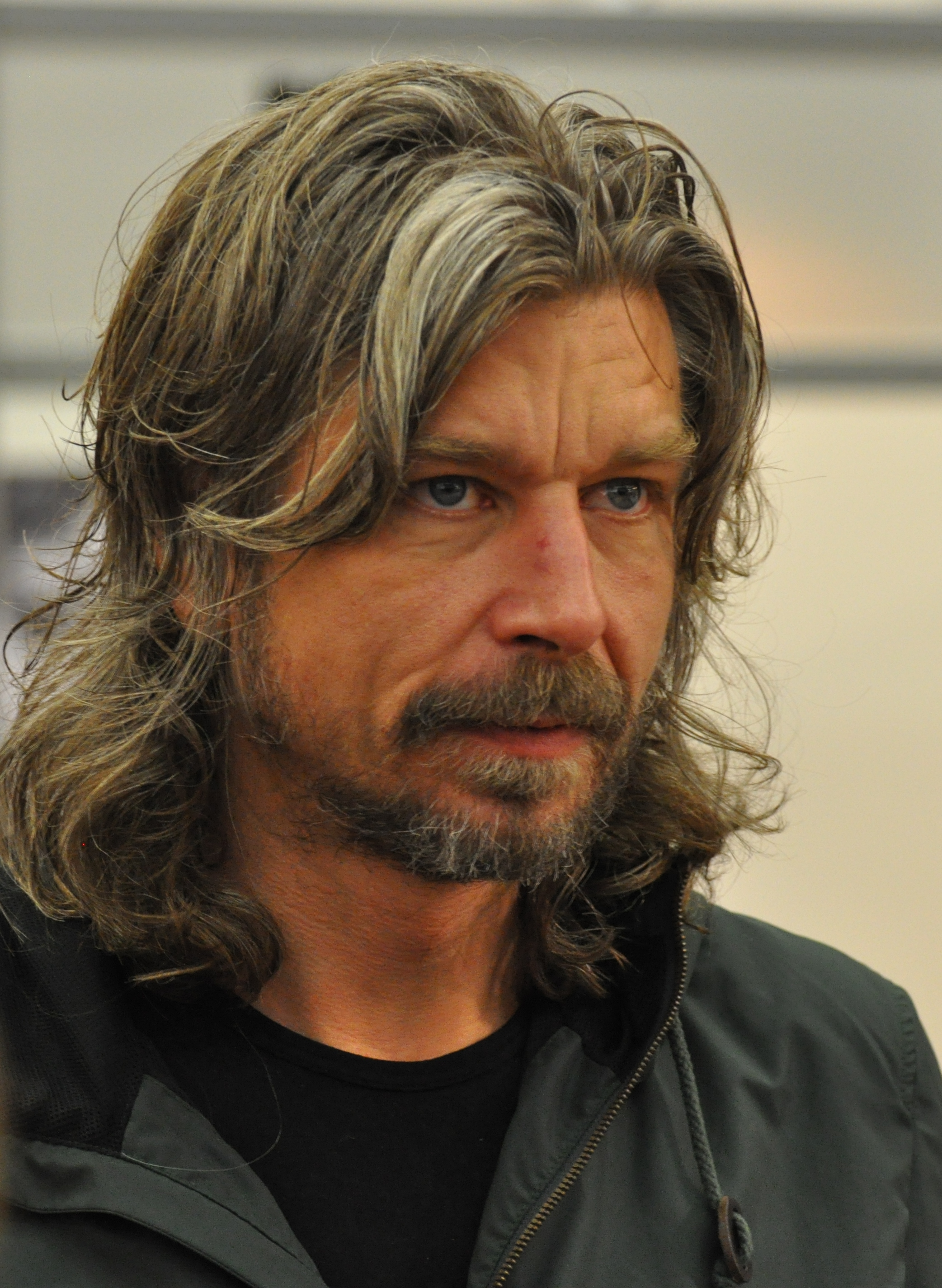
El autor, Knausgård

Mi lucha es una serie autobiográfica de seis libros en la que Karl Ove Knausgård expone las "banalidades y humillaciones de su vida", así como sus placeres. Vendió unos 500 000 ejemplares en Noruega, lo que equivale a uno por cada nueve adultos, y fue traducida a veintidós idiomas. La serie contiene aproximadamente unas 3600 páginas. Su autor la terminó a los 40 años.
Aunque el libro ha sido considerado como de ficción, su relato sitúa a Knausgård como el protagonista y sus relaciones reales con su entorno, dejando la mayoría de los nombres sin cambiar. Esto ha generado que muchos de los mencionados realizaran manifestaciones públicas de repudio al hecho de ser expuestos involuntariamente de un modo tan público.

## Historia
Inicialmente Knausgård intentó escribir en 2008 sobre la relación con su padre, lo cual le resultó muy dificultoso de contextualizar hasta que descubrió que sólo podría hacerlo si comenzaba a hablar de sí mismo primeramente. Para ello eligió escribir con menos estética y deliberación, a cambio de escribir "honestamente sobre su vida".
Escribió esta obra principalmente para romper con su anterior novela y pensó que no habría un público interesado en este tipo de trabajo. Knausgård llamó a su amigo y editor Geir Gulliksen diariamente para leerle fragmentos de sus escritos. Gulliksen sentía que Knausgård necesitaba estímulo para continuar, y Knausgård sentía que Gulliksen era esencial para el proyecto. Gulliksen llegó a leer 5000 páginas de la novela, y propuso el título de la serie, el cual el autor consideró que era perfecto. El título en noruego de la novela Min Kamp, es muy similar al libro de Hitler llamado Mein Kampf.